# Herman Düne
Gli Herman Düne sono una band indie rock francese nata nel 1999.
La band è formata da due fratelli francesi, André Herman Düne (chitarra e voce solista) e David Ivar Herman Düne (chitarra e voce solista), e da Neman Herman Düne, batterista svizzero che ha sostituito il precedente batterista Omé agli inizi del 2001. Spesso vengono considerati erroneamente svedesi a causa della nazionalità della madre.
Lou Barlow, The Mountain Goats, Cat Power e i Silver Jews possono essere considerati alcuni dei musicisti che hanno influenzato la musica degli Herman Düne. Nella loro carriera hanno collaborato con molte altre band e musicisti tra i quali possiamo ricordare Julie Doiron, Leah Hayes e Laura Hoch.
La band può contare non solo sette album ufficiali al proprio attivo, ma anche su numerosi progetti paralleli tra i quali ricordiamo Kungen, Ben Haschish, Ben Dope, John Trawlings, Fountain Boats, Satan's Fingers e Fast Ganz. Gli Herman Düne hanno anche partecipato, come musicisti, alla registrazioni di dischi di Julie Doiron (ex Eric's Trip) e Kimia Dawson (ex Moldy Peaches). André e David Ivar hanno anche pubblicato numerosi CD solisti (molti dei quali autoprodotti su CDR) e hanno partecipato alla registrazione della canzone Une Saison Volée, inserita nel disco di Françoiz Breut uscito nel 2006.

## Discografia parziale
- 2000 – Turn Off the Light
- 2001 – They Go to the Woods
- 2001 – Switzerland Heritage
- 2002 – The Whys and the Hows of Herman Düne & Cerberus Shoal (con Cerberus Shoal)
- 2003 – Mas Cambios
- 2003 – Mash Concrete Metal Mushroom
- 2005 – Not on Top
- 2006 – Giant
- 2008 – Next Year in Zion
- 2011 – Strange Moosic
- 2013 – Mariage à Mendoza
- 2018 – Sweet Thursday (Santa Cruz Records)